# Klokschildpad
De klokschildpad (Testudo marginata), ook wel breedrandschildpad of helmschildpad genoemd, is een schildpad uit de familie landschildpadden (Testudinidae). De soort werd voor het eerst wetenschappelijk beschreven door Johann David Schoepff in 1792.

## Uiterlijke kenmerken
Met maximaal 38 centimeter schildlengte is de klokschildpad de grootste Europese landschildpad. De klokschildpad is makkelijk te herkennen aan de extreem grote schubben op de voorpoten en het aan de achterkant sterk afgeplatte schild van met name volwassen dieren, dat aan een brandweerhelm doet denken. De oudere dieren zijn bruin met op de top van de rugplaten een oranje vlek, die vervaagt naarmate de dieren ouder worden. Jonge dieren zijn zwart met gele strepen. Typisch voor de jongen is eveneens de zwarte driehoekige vlekken op de schubben van het plastron.

## Algemeen
De soort komt voor in het zuidoosten van Griekenland, van de Peloponnesos tot de Olympus, en er zijn ook enkele lokale populaties te vinden in de Balkan, op Sardinië en in Italië. De klokschildpad eet bladeren en vruchten, en soms ook wel aas. Het dier rust onder stenen, waar het een ondiepe kuil graaft, en blijft in de buurt van water, hoewel droge biotopen de voorkeur hebben.

## Ondersoorten

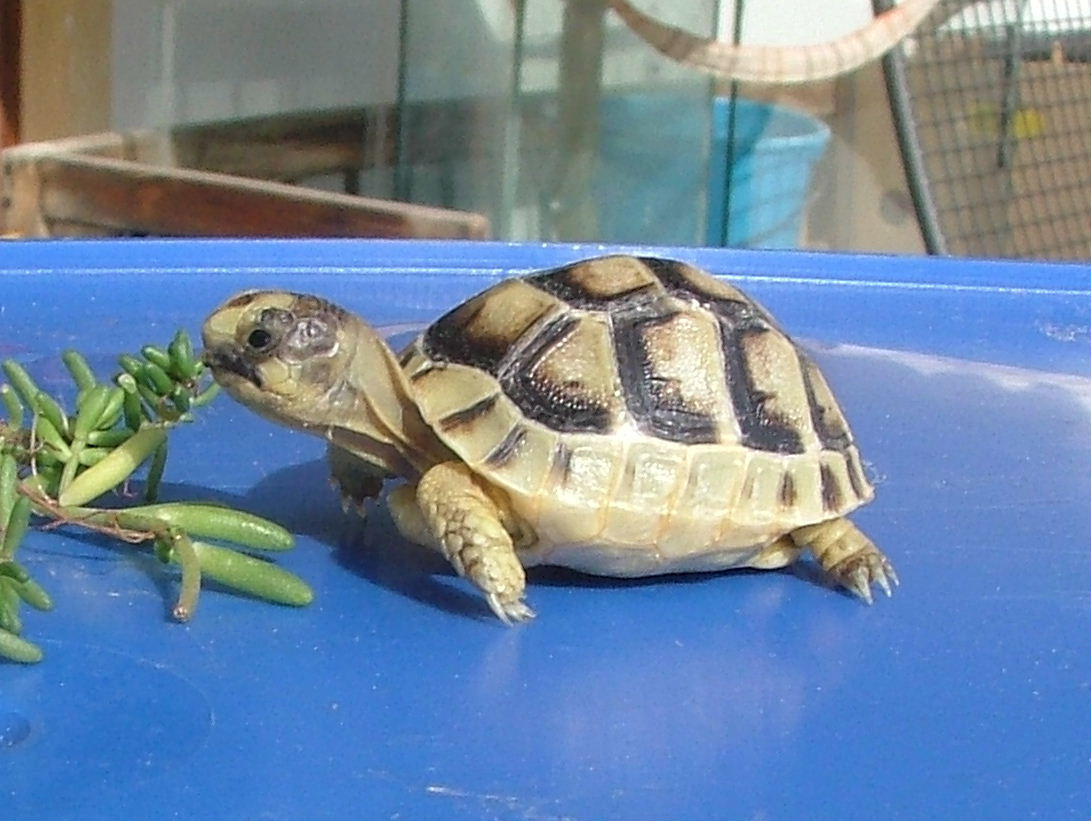
Een jonge klokschildpad

Er worden twee ondersoorten erkend, die verschillen in het uiterlijk en het verspreidingsgebied.
- Ondersoort Testudo marginata marginata
- Ondersoort Testudo marginata sarda